# 依克明安旗
依克明安旗（或译伊克明安旗、葉克明安旗、莽鼐）是清代黑龍江的蒙古札萨克旗，归黑龙江将军节制。所辖牧地在今黑龍江省西部依安縣、拜泉縣境北。
該旗在清代不入盟，民国时期参加哲里木盟，因放垦旗境在清末逐渐缩小，1947年裁撤，并入富裕县。

## 歷史稱謂
蒙古语中，「依克」為「大」的意思，「明安」（ ᠮᠢᠩᠭᠠᠨ，myangan）是「千」的意思，漢譯為「大千戶」，一部分額魯特族於乾隆二十年（1755年）自新疆撥至烏裕爾河流域，清廷限定該部人口不得過千，如超過則撥至他所，如呼倫貝爾等地，故依克明安旗以「一千」之意而名旗。
該旗旗祖厄魯特蒙古準噶爾部巴桑的姓氏此後也被稱為「依克明安」。依克明安旗的蒙古族來源主要是輔國公巴桑、一等台吉阿卜達什率領的民眾，中有依和部、鄂吉格斯部、杜爾伯特部、特楞古德部、土爾扈特部等原屬於四衛拉特的牧民。自成立依克明安旗以後，旗內的蒙古人相互之間還是以原來的氏族或部落的不同而相互區別，但是旗外的人將依克明安旗的蒙古人統稱為依克明安部。

## 依克明安旗的王公[3]

### 居黑龍江之厄魯特輔國公
- 巴桑，初為準噶爾台吉，乾隆二十年歸順，封輔國公，二十六年卒
- 色稜德濟特，巴桑長子，乾隆二十六年襲輔國公，四十八年詔世襲罔替，五十五年卒
- 呢瑪咱木布（實錄作呢瑪藏布），色稜德濟特長子，乾隆五十五年襲輔國公
- 烏爾圖那遜，呢瑪咱木布嗣子，道光六年襲，茂訥海緣事革爵後，扎薩克由烏爾圖那遜接任
- 巴克默特多爾濟，烏爾圖那遜孫，同治二年襲
- 巴勒吉呢瑪，巴克莫特多爾濟子[4]，光緒三十一年襲，民國前往扎賚特旗勸諭，立有功績，進封鎮國公，民國元年11月14日晉封貝子[5]
- 拉欽蘇隆，巴勒吉呢瑪子，民國19年5月9日任伊克明安旗扎薩克[6]

### 居黑龍江之厄魯特扎薩克一等台吉
- 阿卜達什，初為準噶爾台吉，乾隆十九年歸順，授扎薩克一等台吉，二十六年卒
- 德勒格爾，阿卜達什長子，乾隆二十六年，襲扎薩克一等台吉，四十八年卒
- 鄂齊爾，德勒格爾長子，乾隆四十八年，襲扎薩克一等台吉，是年詔世襲罔替，嘉慶七年卒
- 托克托瑚，嘉慶七年襲，道光十五年卒
- 茂訥海，托克托瑚繼子，道光十五年襲，二十四年削襲